# نادي روكستار جيمز الاجتماعي
نادي روكستار جيمز الاجتماعي (بالإنجليزية: Rockstar Games Social Club)‏ هي خدمة إدارة حقوق رقمية، لاعبين متعددين، وتواصل اجتماعي تقدمها روكستار جيمز للاستخدام مع أحدث جيل من ألعابهم. تم الإعلان عن عنها لأول مرة في 27 مارس 2008، مع بدء التسجيل المسبق في 14 أبريل 2008. ومع ذلك، تم نقل هذا التاريخ إلى 17 أبريل 2008. الاسم هو إشارة إلى الجريمة المنظمة، والتي تستخدم عادة مصطلح «النادي الاجتماعي» لوصف مكان اجتماع أو مخبأ. تلقت الخدمة تحديثًا رئيسيًا في عام 2012، قبل إصدار ماكس باين 3، مع إضافة ميزات الشبكات الاجتماعية ونظام «أطقم» الذي يسمح للاعبين بتشكيل مجموعات ودمج إنجازاتهم لفتح ميزات المكافآت.

## ألعاب تستخدم نادي روكستار جيمز الاجتماعي
| عنوان                                          | تاريخ النشر    |
| ---------------------------------------------- | -------------- |
| جراند ثفت أوتو 4                               | 29 أبريل 2008  |
| ميدنايت كلوب: لوس أنجلوس                       | 21 أكتوبر 2008 |
| جراند ثفت أوتو: ذا لوست أند دامد               | 17 فبراير 2009 |
| جراند ثفت أوتو: تشايناتاون وورز                | 17 مارس 2009   |
| بيترايتور                                      | 29 سبتمبر 2009 |
| جراند ثفت أوتو: ذا بالد أوف غاي توني           | 29 أكتوبر 2009 |
| ريد ديد ريدمبشن                                | 18 مايو 2010   |
| إل أيه نوار                                    | 17 مايو 2011   |
| ماكس باين موبايل                               | 12 أبريل 2012  |
| ماكس باين 3                                    | 15 مايو 2012   |
| جراند ثفت أوتو 5                               | 17 سبتمبر 2013 |
| بولي                                           | 8 ديسمبر 2016  |
| إل أيه نوار: ذا في-أر كيْس فايلز                | 15 ديسمبر 2017 |
| ريد ديد ريدمبشن 2                              | 26 أكتوبر 2018 |
| جراند ثفت أوتو 3 – ذا ديفنيتف إديشن            | 11 نوفمبر 2021 |
| جراند ثفت أوتو: فايس سيتي – ذا ديفنيتف إديشن   | 11 نوفمبر 2021 |
| جراند ثفت أوتو: سان أندرياس – ذا ديفنيتف إديشن | 11 نوفمبر 2021 |

## ميزات
يوفر نادي روكستار جيمز الاجتماعي بعض الميزات المختلفة بناءً على نوع اللعبة. فيما يلي قائمة الميزات، كما هو مكتوب على الموقع.

### جراند ثفت أوتو 4
ملاحظة: بعض الميزات غير متاحة فعليًا منذ إغلاق خادم غيم سباي في يوليو 2014.
- سجل قسم شرطة ليبرتي سيتي (LCPD) - يقوم سجل الشرطة بجمع البيانات من جميع مستخدمي جي تي أي 4 عبر الإنترنت، ويوضح مقدار الجريمة المرتكبة في كل منطقة من المدينة. كما يعرض أخطر مناطق مدينة ليبرتي وما هي الأسلحة الأكثر شعبية وتفاصيل أخرى حول معدل الجريمة في المدينة.
- قصة العصابة - قصة العصابة هي لوحة رئيسية تعرض قائمة بالمستخدمين الذين أكملوا وضع القصة في اللعبة. يتكون هذا من جزأين: الجزء الأول يعرض أول 10 لاعبين لإكمال وضع القصة للعبة؛ والآخر يعرض أسرع الأوقات التي اكتمل فيها وضع القصة. يتلقى أعضاء العصابة مكافآت خاصة عبر الإنترنت بمناسبة إنجازاتهم في اللعبة.
- نادي 100٪ - نادي 100٪ مشابه لعصابة القصة، لكن هذه المرة تمثل إنجازات اللاعبين الذين أكملوا اللعبة بنسبة 100٪. هناك نوعان من لوحات الصدارة، أحدهما يظهر أول عشرة أشخاص أكملوا اللعبة، والآخر يظهر من أكمل اللعبة بشكل أسرع. اللاعبين المؤهلين الذين أكملوا اللعبة بنسبة 100٪ بين الساعة 0:00 صباحًا في 29 أبريل 2008 11:59 و19 مايو م ز ش تم إرسال «مفتاح المدينة» لهم بناسبة تحقيق الإنجاز.
- فاعة الشهرة - تمثل قاعة الشهرة العديد من السجلات والإنجازات الإحصائية التي أكملها المستخدمون داخل اللعبة. كما أنه يحتوي على عرض الجوائز الشخصية لإنجازات اللاعبين الشخصية داخل اللعبة.
- ماراثون ليبرتي سيتي - ماراثون ليبرتي سيتي هو تصنيف للمعالم البدنية الخاصة داخل اللعبة. هناك أيضًا مسابقات تعتمد على الماراثون في هذا المجال من النادي الاجتماعي.
- خدمة زي تي آي الموسيقية - يمكن للاعبين تمييز الأغاني التي يتم سماعها على محطات الراديو داخل اللعبة عن طريق الاتصال بـ "ZIT-555-0100" باستخدام هاتفهم المحمول داخل اللعبة. إذا كان اسم اللاعب للاعب مرتبطًا بحسابه على النادي الجتماعي، فسيتمكن من الوصول إلى قائمة الأغاني التي تم وضع علامة عليها عبر موقع النادي الاجتماعي. يمكن بعد ذلك شراء الأغاني عبر آي تيونز.
- لوحات المتصدرين متعددة اللاعبين - في 28 مايو 2008، أطلقت روكستار قسم تعدد اللاعبين في النادي الاجتماعي. يتكون القسم حاليًا من رتبة اللاعب وترتيبه مقارنة باللاعبين الآخرين ودرجاتهم وعدد الألعاب التي فاز بها اللاعب وخسرها.
- نادي المليونيريون - يتم تحديد حالة المليونير من خلال جمع كل الأموال التي حصلوا عليها في وضع اللعب الفردي من إكمال المهام، والفوز بالسباقات، والقيام بأعمال جانبية أهلية، وجمع الأموال «المسقطة» في الشارع. تم إطلاق نادي المليونيريون في 29 يوليو 2008.
- عدوى فيروسية - من خلال ميزة العدوى الفيروسية في نادي روكستار الاجتماعي، يمكن للأعضاء الآن معرفة ما إذا كانت شخصيتهم متعددة اللاعبين داخل اللعبة مصابة حاليًا، وعدد الإصابات العالمية الإجمالية وعدد الإصابات في آخر 24 ساعة. بشكل أعمق، يمكن لأعضاء النادي الاجتماعي أيضًا تصفح خريطة العالم المرمزة بالألوان لتتبع انتشار العدوى في جميع أنحاء العالم، بما في ذلك انهيار جميع الولايات الأمريكية الخمسين. يمكن للاعبين المصابين وضع جلد الزومبي لأنفسهم في قسم اللاعبين المتعددين. تم الإعلان عن هذا الجزء في 29 يوليو 2008 وانطلق في 24 أكتوبر 2008.
- تلفزيون النادي الاجتماعي - يتميز إصدار الكمبيوتر الشخصي من جراند ثفت أوتو 4 بمحرر فيديو حيث يمكن للاعبين التقاط وتحرير وتحميل لقطات من لعبهم إلى موقع تلفزيون النادي الاجتماعي. بمجرد تحميل مقطع فيديو على الموقع، يمكن لأعضاء النادي الاجتماعي الآخرين تقييم الفيديو ووضعه في المفضلة والتعليق عليه. حاليًا، يعد تلفزيون النادي الاجتماعي حصريًا لإصدار الكمبيوتر الشخصي من غراند ثفت أوتو 4 وإصدار الكمبيوتر الشخصي لـ غراند ثفت أوتو 5. لم يُعرف بعد ما إذا كانت ألعاب روكستار الأخرى ستستخدم هذه الميزة.

### ميدنايت كلوب: لوس أنجلوس
ملاحظة: بعض الميزات غير متاحة فعليًا منذ إغلاق خادم غيم سباي في يوليو 2014.
- اختبار القيادة في لوس أنجلوس - يتتبع إحصائيات معينة للاعب عبر اسم اللاعب المرتبط بجهاز ألعاب الفيديو الخاص به مثل أطول مسافة لحركة بهلوانية بالدراجة والانتصارات المتتالية ويتضمن مكافآت داخل اللعبة مثل آودي أر8 وهيدروليك/ وسادة حماية هوائية وجنوط تي آي إس معيارية.
- المعرض - يعرض الصور التي التقطها اللاعب داخل اللعبة.
- مرآب هوليوود للسيارات - يسرد جميع المركبات داخل اللعبة بناءً على الأكثر شهرة والأكثر انتصارات والأكثر قيادة.
- تعدد اللاعبين - يمكن للاعبين مقارنة إحصائياتهم وأوقاتهم مع لاعبين آخرين في كل حدث.
- ملف تعريف اللاعب - يعرض إحصائيات متنوعة ويتميز بشاشة عنوان مستخدم قابلة للتخصيص.
- تقييم رحلتي - يمكن للاعبين رؤية كيف تم تصنيف سيارتهم ولديهم القدرة على تقييم الآخرين عبر الإنترنت من خلال الصور التي تم تحميلها.
- البطولات - تسمح هذه الميزة للاعبين بالتسجيل في الدورات التجريبية للوقت. بمجرد التسجيل، يمكن للاعب الدخول إلى قائمة البطولة من اللعبة والمشاركة. حتى الآن، منحت روكستار جوائز للأشخاص الذين لديهم أفضل وقت.
- إل-أي إف إم - يسمح للاعبين بالاستماع إلى الأغاني التي يفضلونها في اللعبة وشرائها.

### جراند ثفت أوتو 5
- بي أي إس أي كيو (BAWSAQ) - شاهد أسعار الأسهم تتقلب في الوقت الفعلي حيث يتفاعل البائعون والمشترين مع النشاط داخل اللعبة.
- السجل الجنائي - يعطي السجل الجنائي السجل الجنائي لكل شخصية.
- الألعاب المصغرة - قم بقياس أدائك مقابل المجتمع بأكمله على لوحات صدارة الألعاب الصغيرة (Minigame) المخصصة.
- سنابماتيك - التقط أحدث وأروع اللقطات التي تم التقاطها من قبل أعضاء النادي الاجتماعي في جي تي أي 5 وجي تي أي أونلاين.*
- صالون الحلاقة - لإعطاء الخيار للشخصيات، تسريحات الشعر المجانية الجديدة فرانكلين كلينتون ومايكل دي سانتا وتريفور فيليبس ولحى مجانية.
- التحقق من الإحصائيات - يمكن للمستخدمين التحقق من إحصائياتهم الخاصة بـ غراند ثفت أوتو عبر الإنترنت ومقارنتها مع الأصدقاء.
- وظائف مخصصة - بالنسبة لـ جراند ثفت أوتو أونلاين، يمكن للاعبين إنشاء مباريات الموت والسباقات التي أنشأها مستخدمهم ونشرها، ليتمكن أعضاء النادي الاجتماعي الآخرون من تنزيلها ولعبها.
- الأطقم - يمكن للمستخدمين إنشاء أطقم لأصدقائهم أو مجتمعهم والحصول على مكافآت معينة للطاقم، مثل 10٪ أموال جي تي أي إضافية وأر-بي (RB) في المهام.

### بولي: أنفيرسيري إيدشن
- الجوائز - تتبع كل كأس حصلت عليها وقارن بينها وبين أصدقاء النادي الاجتماعي.

## روابط خارجية
- الموقع الرسمي